# أريغارون ألتاوي
أريغارون ألتاوي (الاسم العلمي:Erigeron altaicus) هو نوع من النباتات يتبع جنس الأريغارون من الفصيلة النجمية.